# Давид I Куропалат
Давид I (груз. დავით I; умер в 881 году) — эрисмтавар и куропалат Картли-Иберии из династии Багратионов с 876 по 881 годы.

## Биография
Старший сын и преемник Баграта I, он был крещён влиятельным грузинским монахом Григолом Хандзтели. Давид поделился наследственными землями Багратидов в Тао-Кларджети со своими дядями и двоюродными братьями, его вотчиной был Нижний Тао.
В 881 году Давид I был убит своим двоюродным братом Насром, старшим сыном Гуарама Мампали. Средневековые источники не указывают причину этого преступления, но современные историки, следуя наблюдениями Иване Джавахишвили полагают, что причина убийства могла стать установление Липаритидов в Триалети под суверенитет Давида. Смерть Давида привела к династической розни в княжестве под руководством единственного сына Давида — Адарнасе, который в конце концов, в 888 году, отомстил за убийство своего отца.
Давид женился на старшей дочери царя Абхазии Константина III, с которой у него было двое детей: дочь, жена Адарнасе III, и сын Адарнасе IV, царь Иберии.